# Catedral de Sant Esteve de Tolosa
La catedral de Sant Esteve de Tolosa (Saint-Étienne en francès) es troba al barri de Sant Esteve de la ciutat occitana de Tolosa. Es desconeixen els orígens de la catedral. Les primeres dades són de 1071, quan el bisbe Isarn va ordenar la reconstrucció de l'edifici, en aquell moment en ruïnes. La seva arquitectura és especial, ja que està composta per elements arquitectònics de diversos períodes. A prop de la catedral hi ha l'antic palau episcopal, actualment ocupat per la prefectura.

## Història
Segons alguns historiadors, es va construir sobre la base d'una capella edificada en el segle iii per sant Saturní i reconstruïda per sant Exuperio cent cinquanta anys després. És difícil comprovar aquestes dades, ja que no s'hi han realitzat excavacions. La història de l'església és tan plena de modificacions, renovacions i construccions que se'n podria dir la catedral inacabada.
Al segle xiii es van modificar els plànols de l'església romànica. A la zona meridional, és visible una modificació de l'altura de l'edifici resseguint el tall de les finestres, mentre que en el mur septentrional, construït més tard, no s'hi pot veure cap anomalia. A la paret occidental hi ha una rosassa, inspirada en la de Notre-Dame de París.
La característica més original de l'edifici és el fet que presenta dues parts molt diferents: una part romànica a la zona de la nau; i una part gòtica dins el cor. Ambdues esglésies van ser unides en el segle xvi per Jean d'Orleans. El cor és el doble de gran que la nau romànica, si bé el passadís central segueix una línia no contínua. La paret romànica meridional va ser allargada en construir-s'hi el temple gòtic. Aquest gegantesc projecte es va iniciar el 1272 sota els auspicis de l'abat Bertrand-de-L'Isle. El projecte original va sofrir nombroses modificacions i van sorgir nous projectes, que moltes vegades van quedar en l'oblit.
El 1609, l'arquitecte Pierre Levesville va decidir col·locar una volta en el cor, ja que el sostre s'havia cremat. Encara que el projecte inicial preveia una altura de 40 metres, la volta actual no en té més de 28. Levesville va dotar també la catedral d'un nou mobiliari que unia el barroc amb el gòtic, per a reemplaçar al mobiliari antic, que també estava cremat.
El 1794, la campana major de Sant Esteve, la Cardailhac, va ser llençada des del cim del campanar i es va trencar, a pesar que s'havien col·locat diverses capes de palla per a esmorteir-ne la caiguda. El campanar romànic fortificat té un carilló de 17 campanes en teclat i cinc al vol.

## Arquitectura
La catedral és l'única església de Tolosa que ha conservat els seus vitralls originals. Els més antics són del segle xiv. Destaca també el seu orgue i un retaule de Pierre Mercier i Drouet realitzat el 1670.

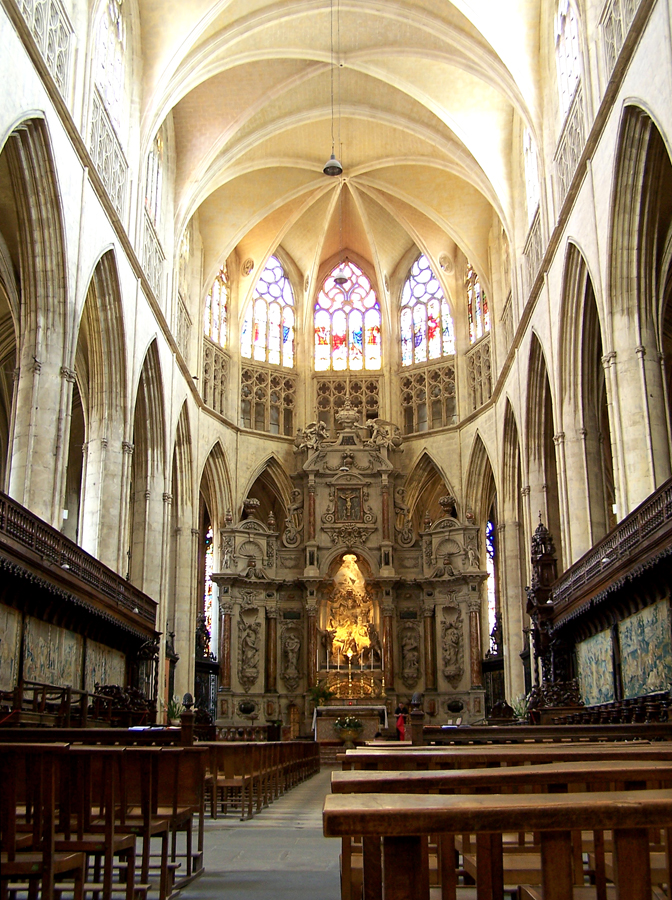
Nau gòtica
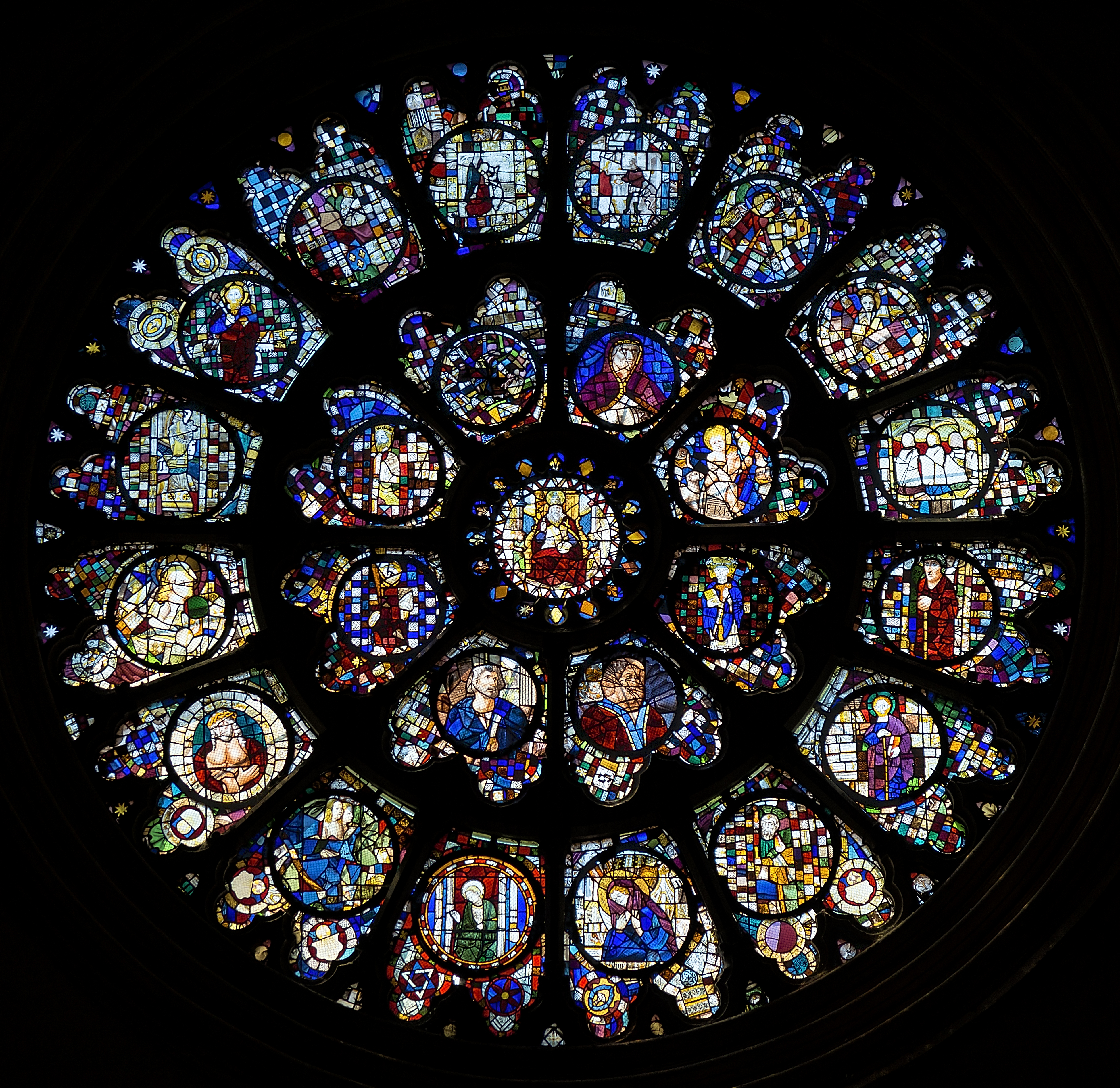
Rosassa
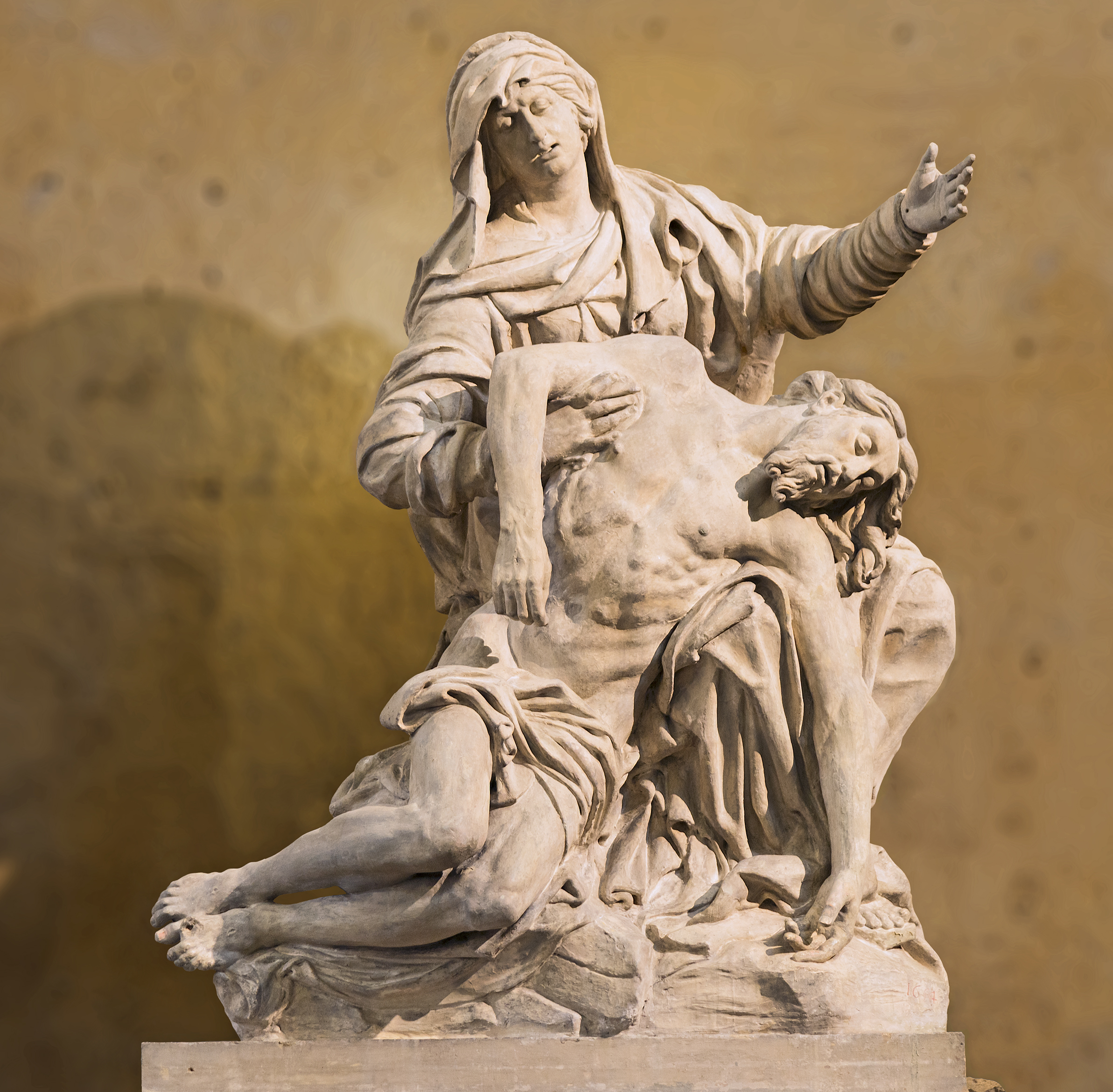
La Pietat de Gervais Drouet 1648